# São José do Vale do Rio Preto
São José do Vale do Rio Preto är en kommun i Brasilien.   Den ligger i delstaten Rio de Janeiro, i den sydöstra delen av landet, 900 km sydost om huvudstaden Brasília. Antalet invånare är 20 252.
Omgivningarna runt São José do Vale do Rio Preto är huvudsakligen savann. Runt São José do Vale do Rio Preto är det ganska glesbefolkat, med 43 invånare per kvadratkilometer.